# Alaybeyi, İmamoğlu
Alaybeyi là một xã thuộc huyện İmamoğlu, tỉnh Adana, Thổ Nhĩ Kỳ. Dân số thời điểm năm 2009 là 446 người.